# Deutsche Basketballmeisterschaft der Frauen 1959
Die Deutsche Basketballmeisterschaft der Frauen 1959 wurde erstmals nach einem neuen Regelwerk ausgetragen, nach welchem der deutsche Meister statt wie zuvor in Turnierform nun bis zum Endspiel im K.-o.-System ermittelt wurde. Dies gewährleistete, dass jeder Landesverband maximal einen Endspielteilnehmer stellen konnte und wird mit Blick auf die Dominanz der Heidelberger Vereine in den Vorjahren als „Lex Heidelberg“ bezeichnet.
Das Endspiel um den 13. deutschen Basketballmeister der Frauen fand am 9. Mai 1959 in der Sheridan-Kaserne in Augsburg statt. Dabei setzte sich der Heidelberger TV zum fünften Mal in Folge durch und besiegte den VfL Lichtenrade mit 61:45 (24:18). Beste Spielerin des Finals war die ungarische Nationalspielerin Maria Biller (geb. Nagy), die wie bereits im Vorjahr 33 Punkte für die Heidelbergerinnen erzielte. Der Heidelberger TV qualifizierte sich als deutscher Meister für den Europapokal der Landesmeister 1959/60.